# Quốc vương Bahrain
Quốc vương Vương quốc Bahrain (tiếng Ả Rập: ملك مملكة البحرين, malik mamlakat albahrina) là quốc vương và nguyên thủ quốc gia của Bahrain. Từ năm 1783 đến năm 1971, quốc vương Bahrain giữ tước hiệu Hakim, và từ năm 1971 đến năm 2002, giữ tước hiệu Emir. Vào ngày 14 tháng 2 năm 2002, Tiểu vương Bahrain khi đó là Hamad bin Isa Al Khalifa tuyên bố Bahrain là một vương quốc và xưng là Quốc vương.
Quốc vương có rất nhiều quyền lực, trong đó bao gồm bổ nhiệm Thủ tướng và Nội các, giữ trọng trách lãnh đạo tối cao trong Quân đội, chủ trì Hội đồng Tư pháp, bổ nhiệm Thượng nghị sĩ và giải tán Hạ viện. (tr. 15)